# Spiral (film 2007)
Spiral è un film statunitense del 2007 diretto da Adam Green e Joel David Moore.

## Distribuzione
In Italia il film è uscito direttamente in home video.